# 須磨離宮公園

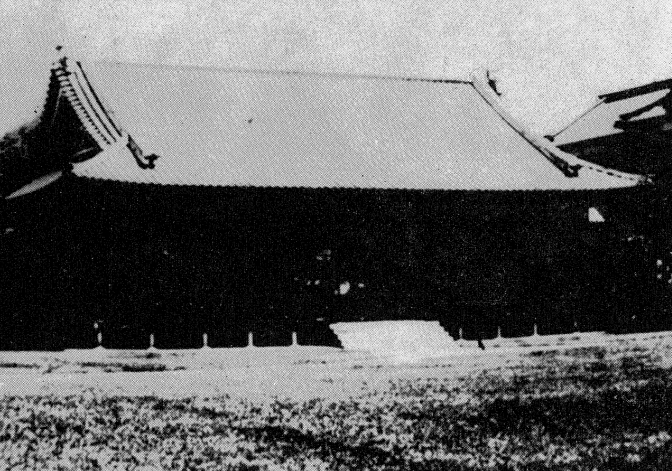
武庫離宮

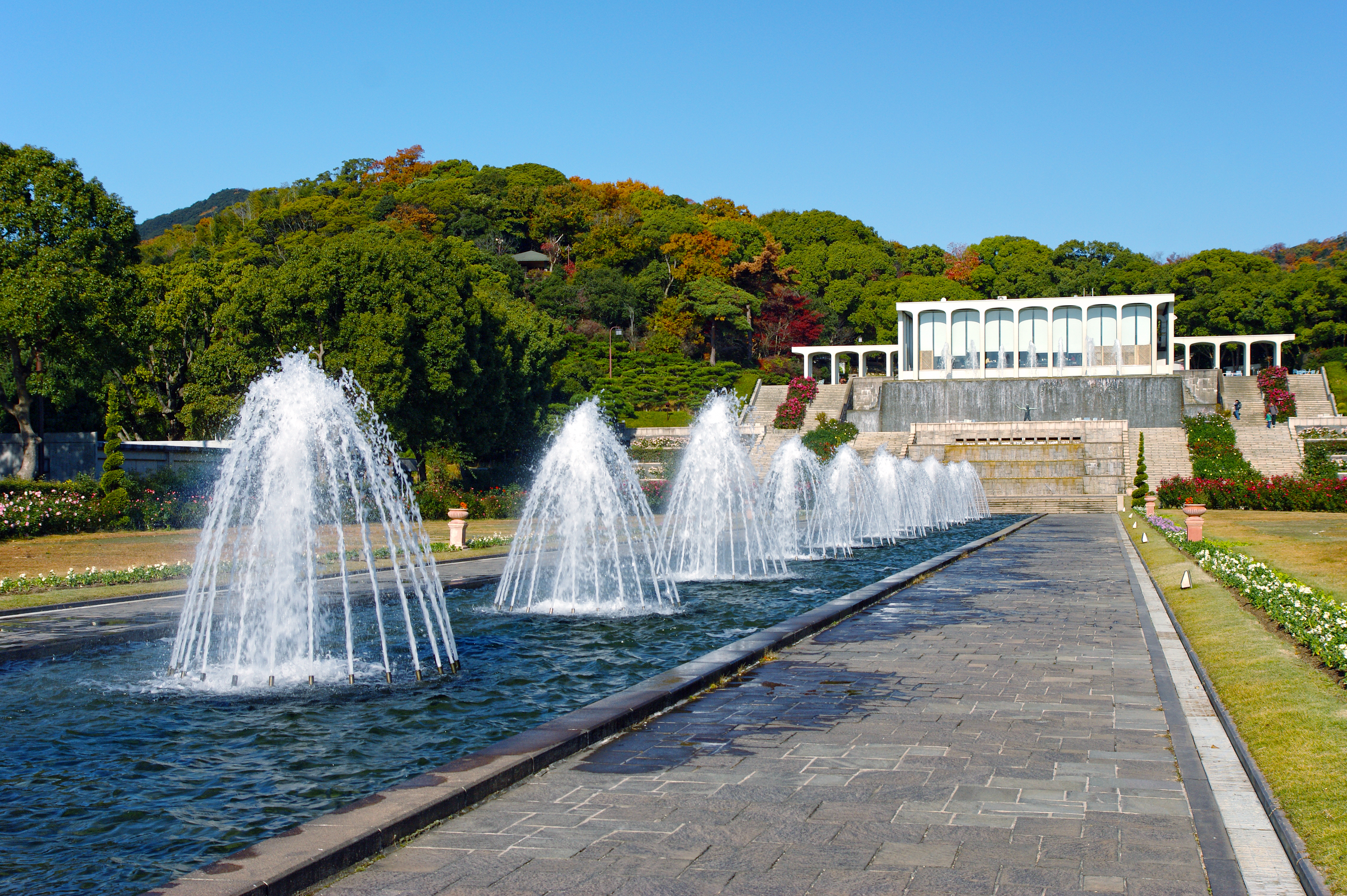
キャナル

神戸市立須磨離宮公園（こうべしりつすまりきゅうこうえん）は、兵庫県神戸市須磨区の丘陵に広がる面積82ヘクタールの広大な都市公園。1967年（昭和42年）に開園した。西洋式庭園を中心とする本園と植物園からなる。神戸市公園緑化協会と神戸市造園協力会が指定管理者として、公園の維持管理を行っている。

## 概要
本園（面積58ヘクタール）は月見山とよばれる景観地に位置しており、1907年（明治40年）に大谷光瑞別邸を宮内省が買収して1908年（明治41年）に起工し、1914年（大正3年）に完成した旧武庫離宮（須磨離宮）である。
庭園は福羽逸人が設計を行った。当時建設された離宮御殿など建造物群の大半は1945年（昭和20年）に戦災で消失した。庭園は可能な限り竣工時の状態に復元整備され明仁上皇（当時皇太子）御成婚記念として、1967年（昭和42年）に須磨離宮公園として神戸市に下賜された。
植物園（面積24ヘクタール）は、戦前の神戸経済を支えた岡崎財閥の旧岡崎邸の敷地と建物を1973年に神戸市が買収したものである。旧岡崎邸の洋館は阪神・淡路大震災により倒壊した。本園と植物園は専用の歩道橋で接続する。
2006年12月、隣接する神戸女子大学とCP（キャンパス・パーク）提携を組み、様々なイベントを行っている。

## 施設
本園にはキャナルを中心とする平面幾何学式庭園とその上流のテラス式庭園、斜面地に展開する風景式庭園に戦後植栽された樹木や花、植物園には熱帯・亜熱帯植物を植栽している「観賞温室」など、多数の植物園がある。

### 本園
- 王侯貴族のバラ園 - 平面幾何学式庭園約180種4000株のバラがみられる
- レストハウス（レストラン）
- メインフォール、カスケード - 丘陵部斜面を生かして最上部に噴泉、連続する滝、その周囲にテラスと階段を設けるイタリア式庭園である。
- キャナル、大噴水
- ポセイドンの像 - 須磨神戸市編入50周年記念の1970年5月31日、ギリシャから贈られた。
- 噴水広場

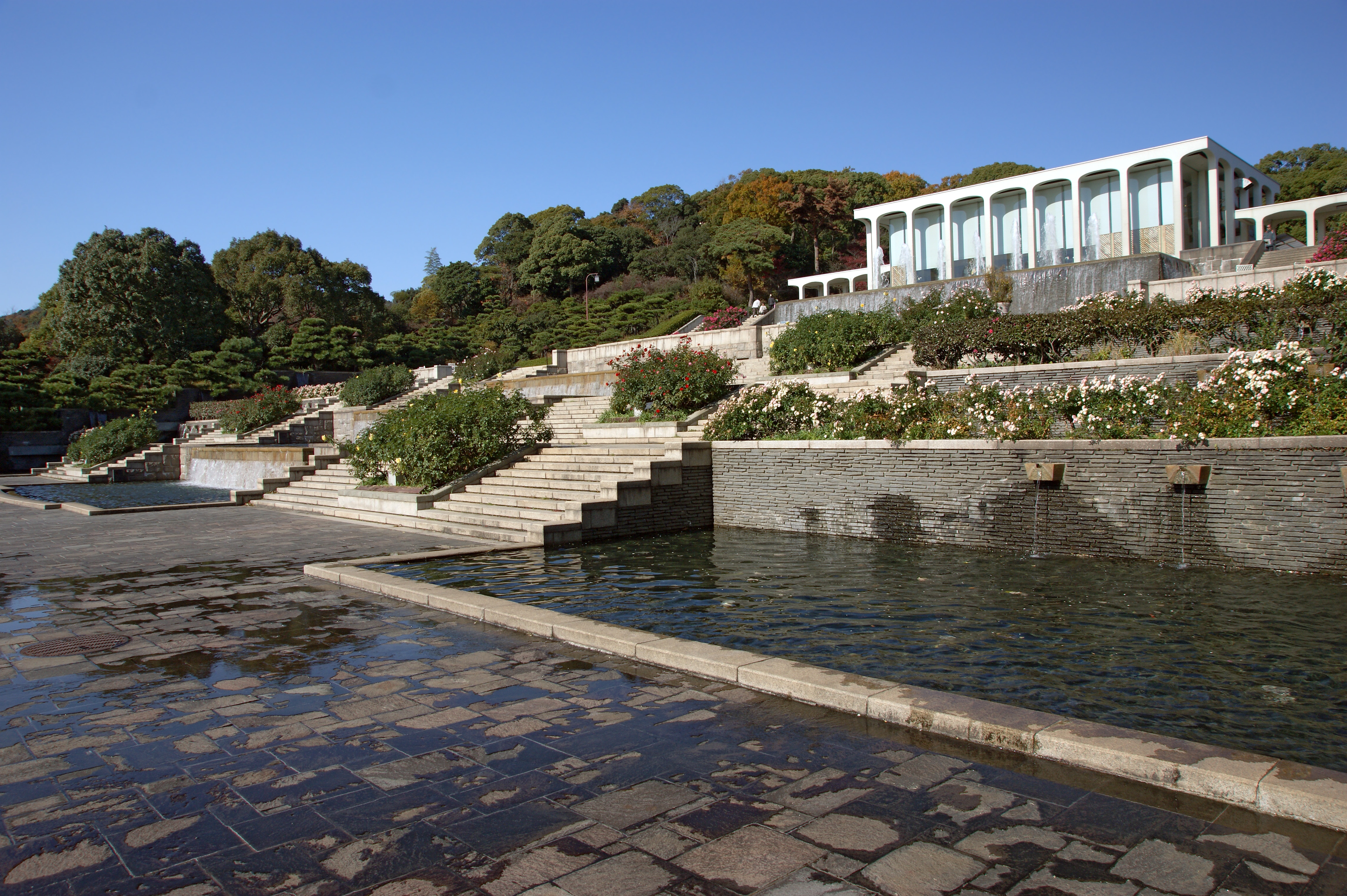
テラス式庭園
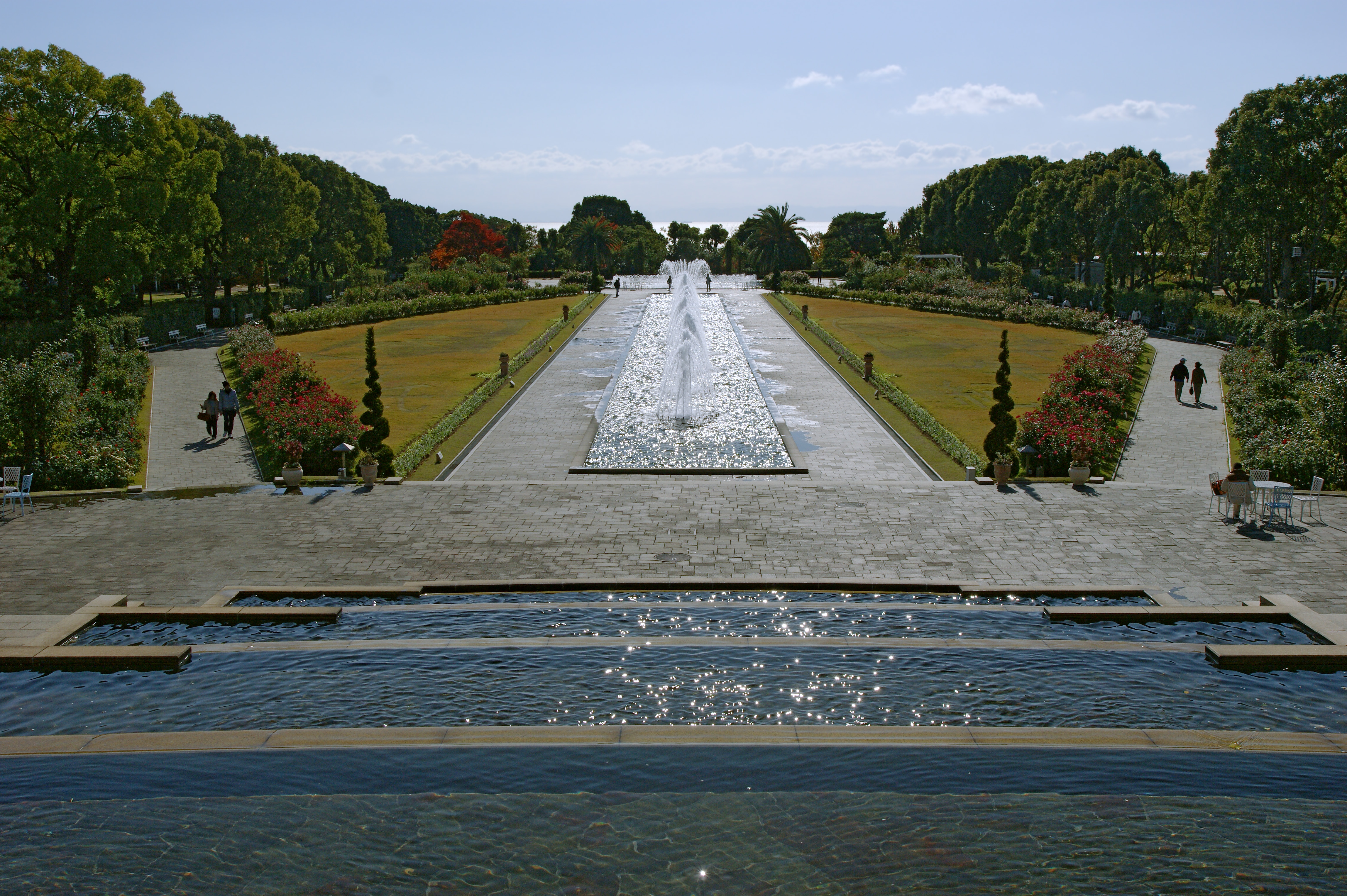
カスケード、キャナル
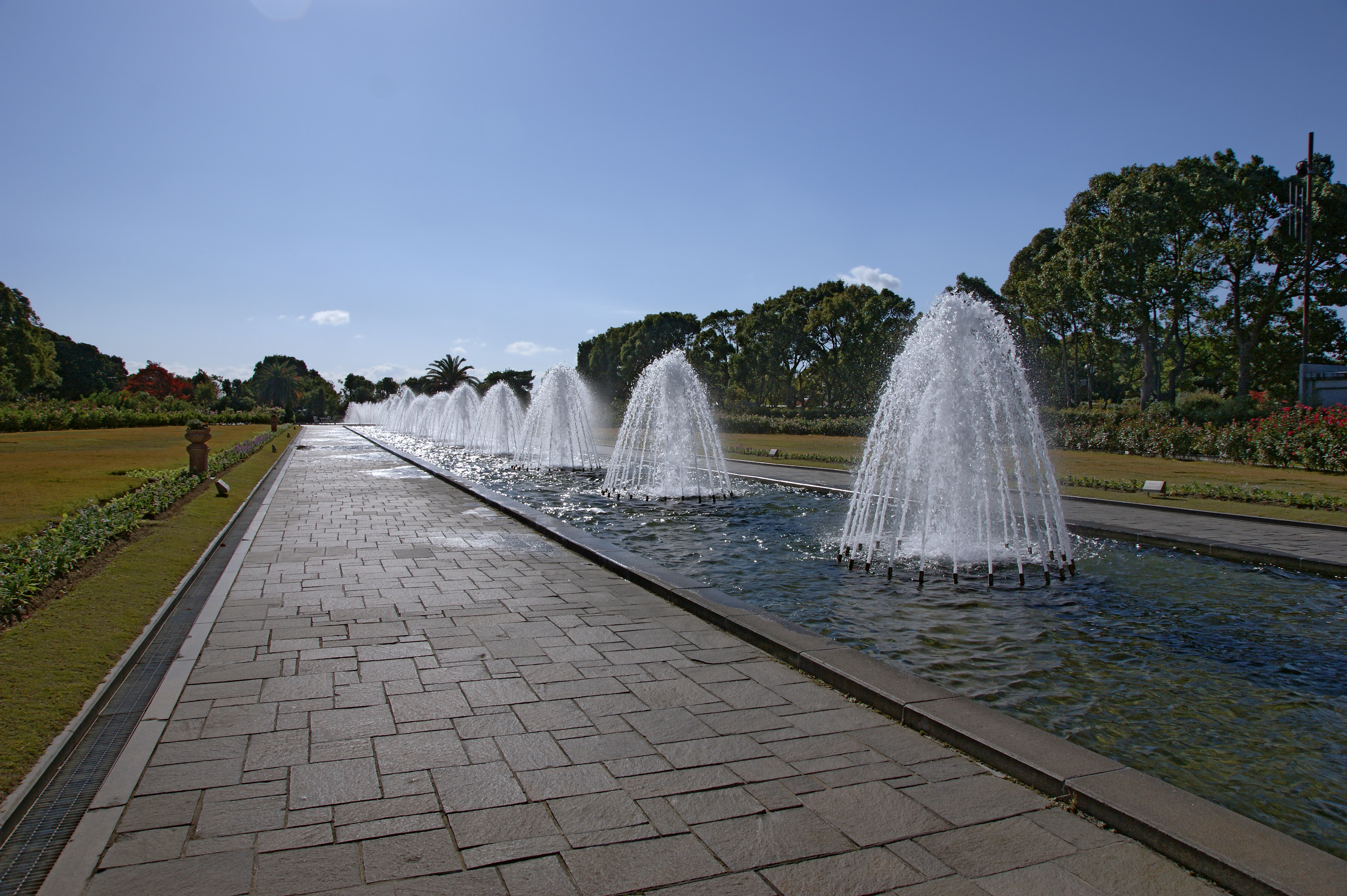
キャナル
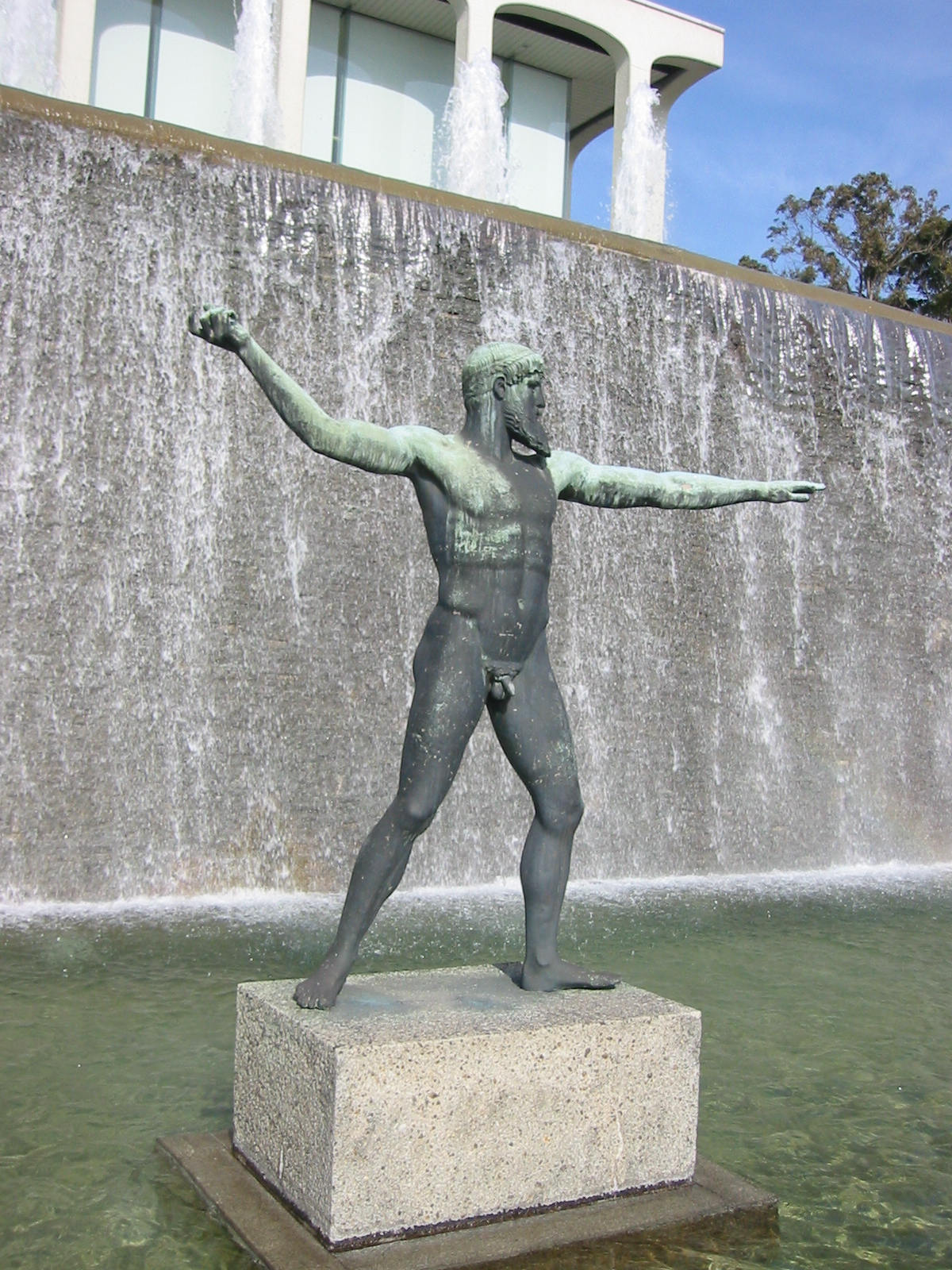
ポセイドンの像

- 中門広場 - 中門の内側の車寄せの和風前庭跡の広場。中門と白壁は1914年竣工時の建物
- 潮見台 - 須磨海岸の展望台。福羽逸人がデザインした開園当初の石造の腰掛と手すりが現存する。
- 潮見台休憩所
- 馬車道 - 正門から中門広場までの通。1914年竣工。
- 月見台休憩所 - 平安時代の歌人在原行平が月見をした高台に位置し、在原行平月見の松跡がある。この高台は周辺の地名、月見山の由来となった。百人一首第16番に歌われる「立ち別れいなばの山の……」に因んで、月見台は稲葉山の別称でも呼ばれる。
- つばき園
- 新池
- 花しょうぶ園
- 武庫離宮跡碑
- 子供の森（木製フィールドアスレチックコース）
- おべんとう広場
- 児童遊園

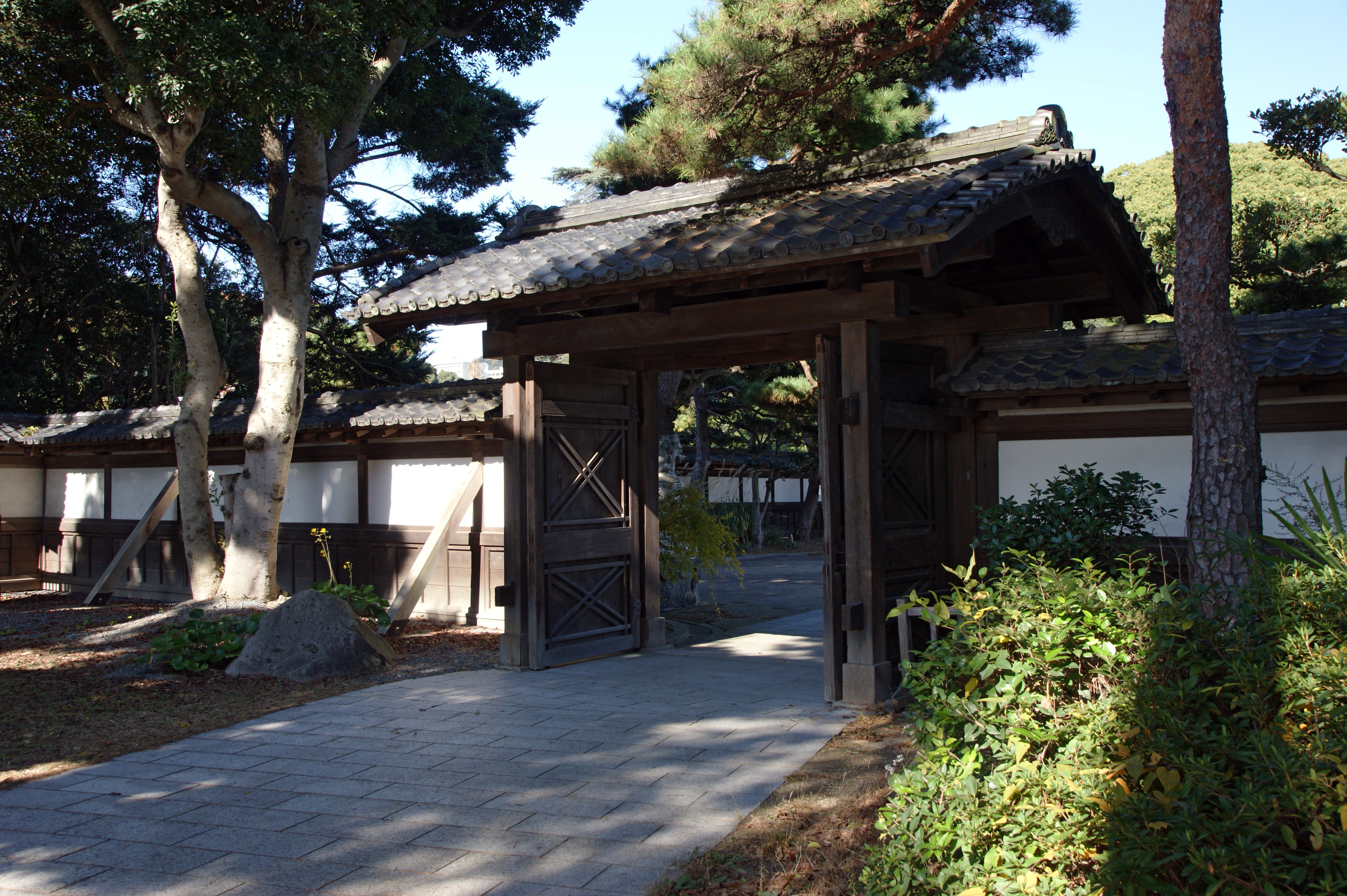
中門
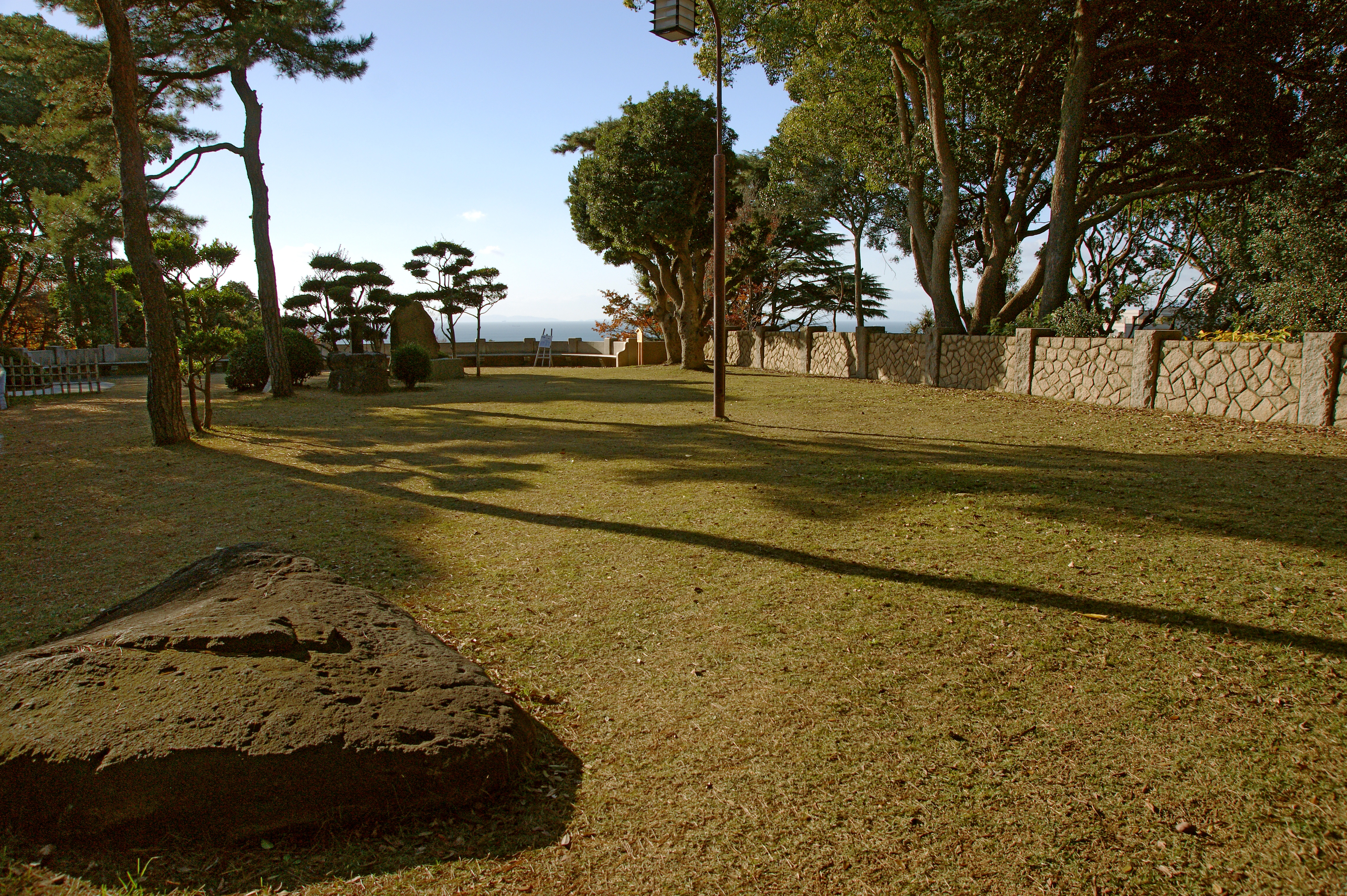
潮見台
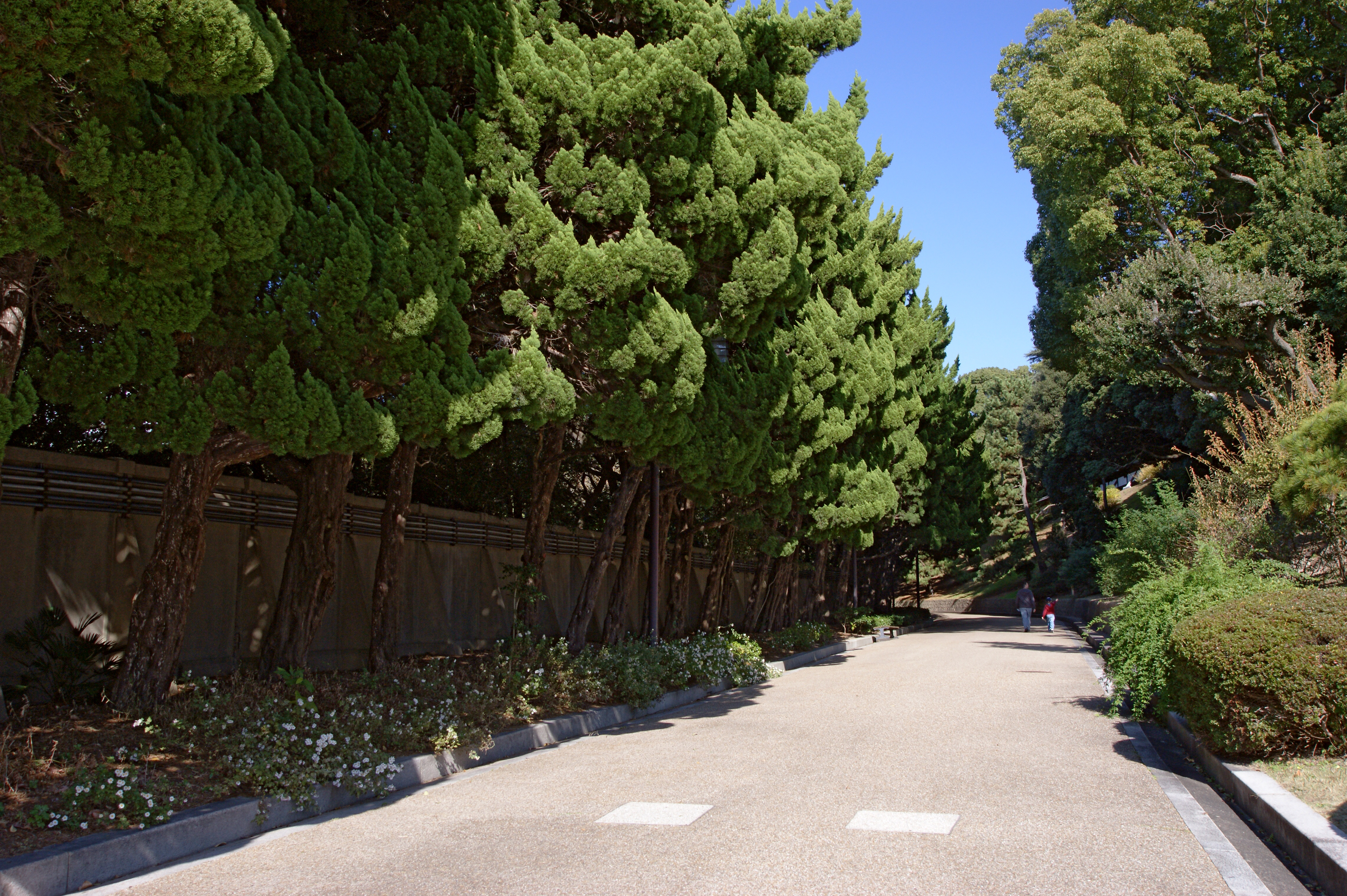
馬車道
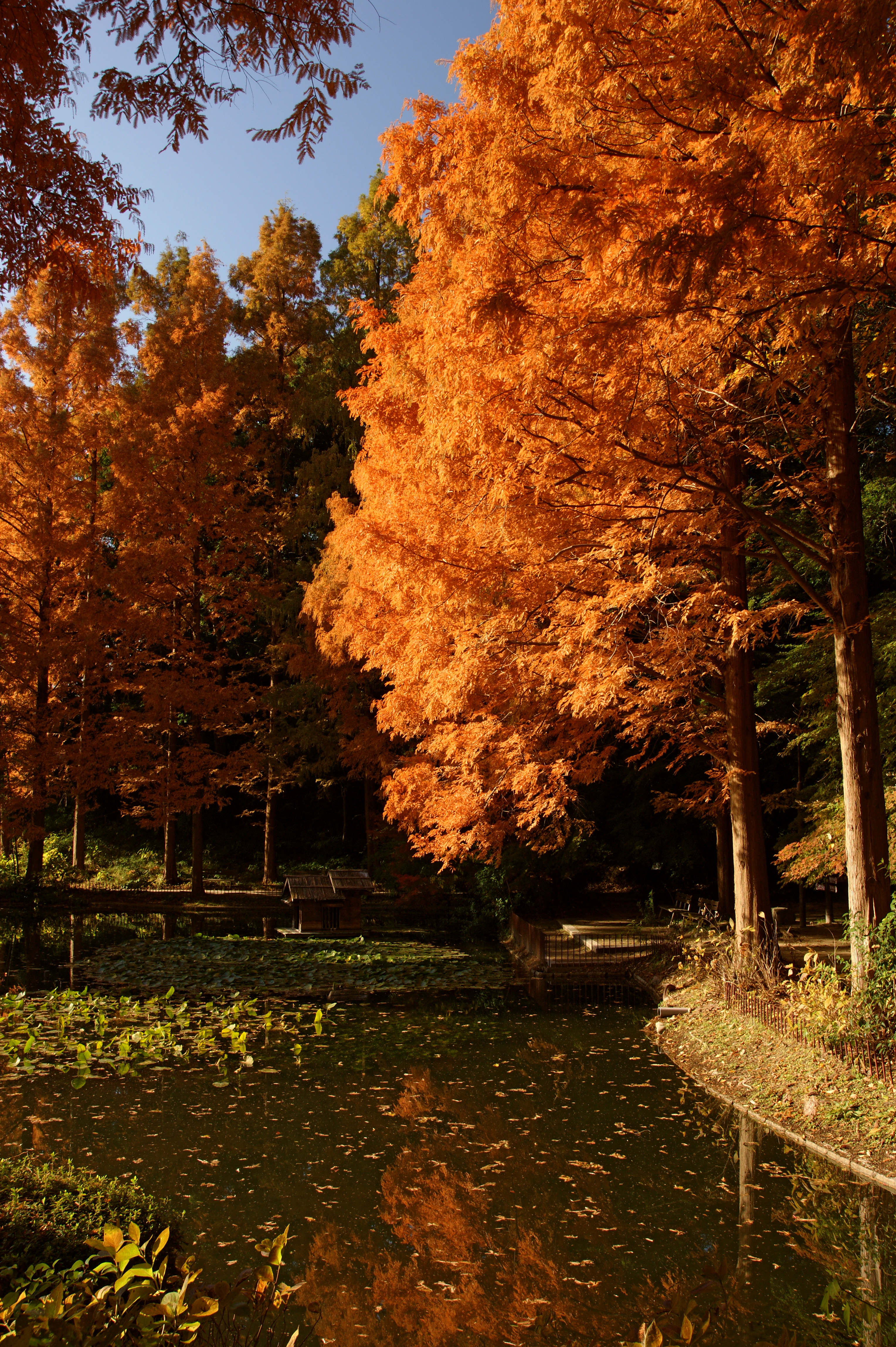
新池
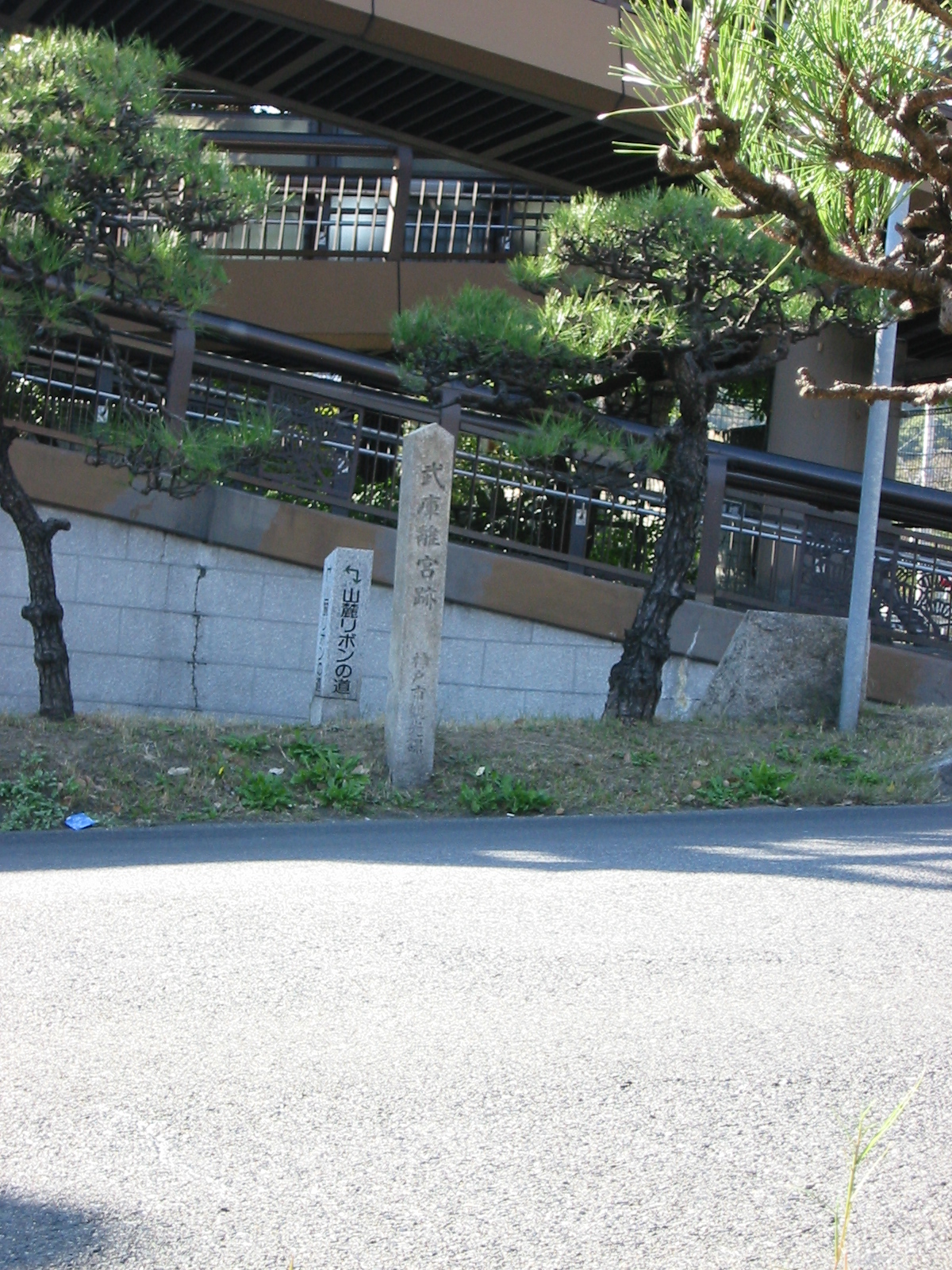
武庫離宮跡碑

### 植物園
- 花の庭園 - イングリッシュガーデン
- ぼたん園
- みどり滝
- 三段滝
- 和室 - 8帖、6帖、8帖の3室と台所、茶会用水屋
- 和庭園（紅葉シーズンの土日祝は夜間開園、ライトアップを行う）
- もみじ道 - 紅葉の坂道
- もみじ滝
- 観賞温室
- 梅園
- あじさい園
- 香りの道

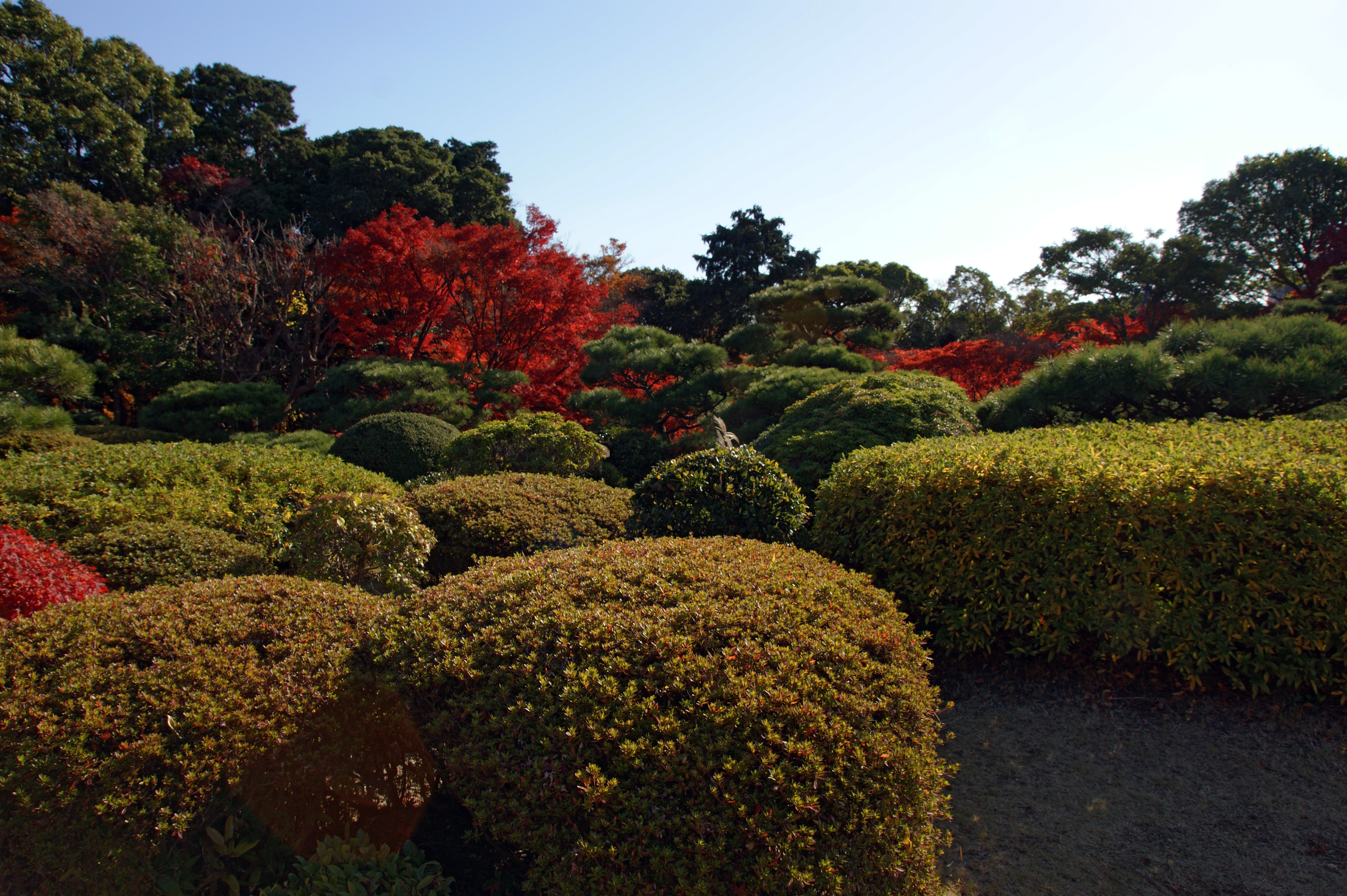
和庭園
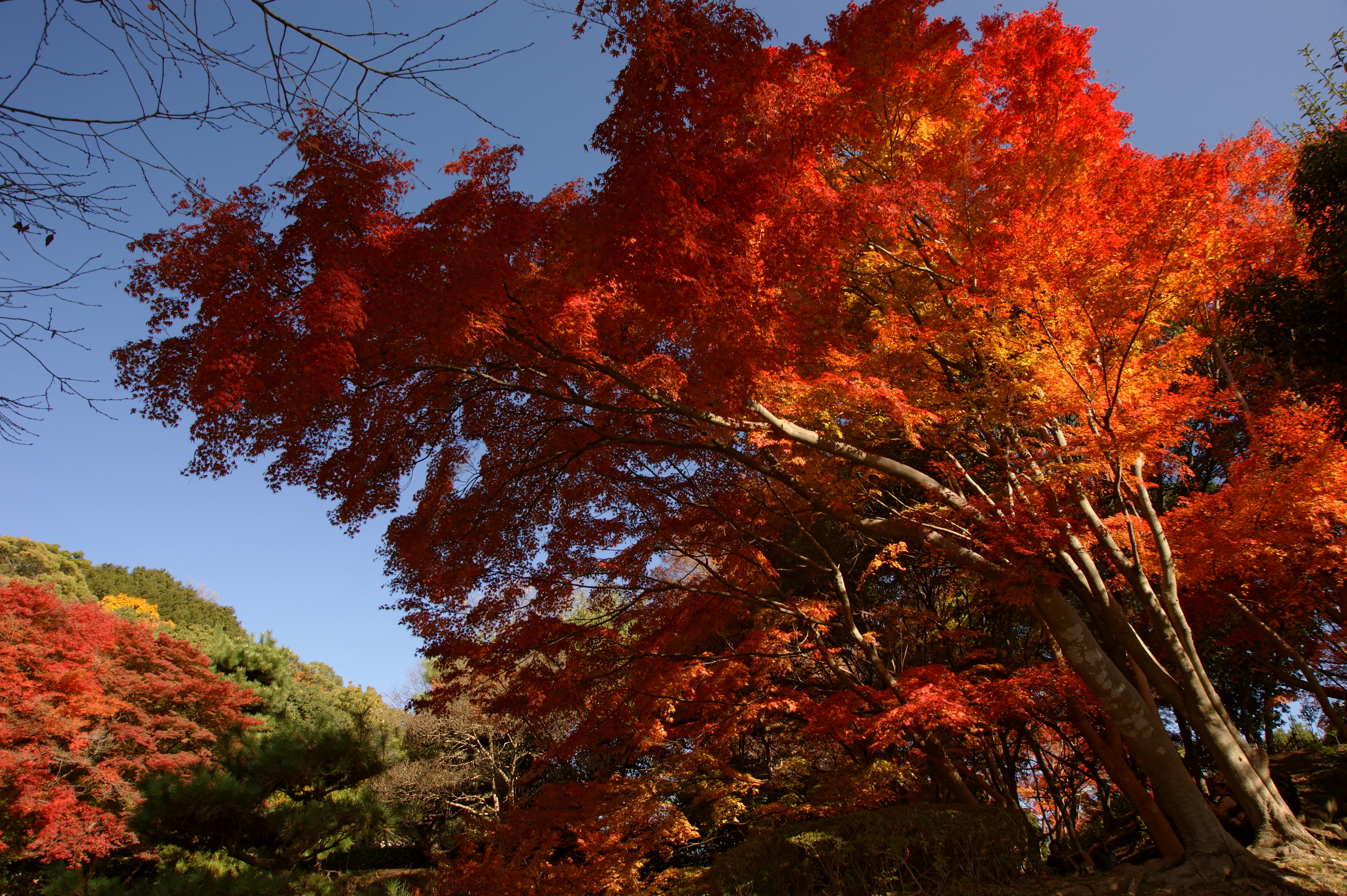
みどり滝の紅葉
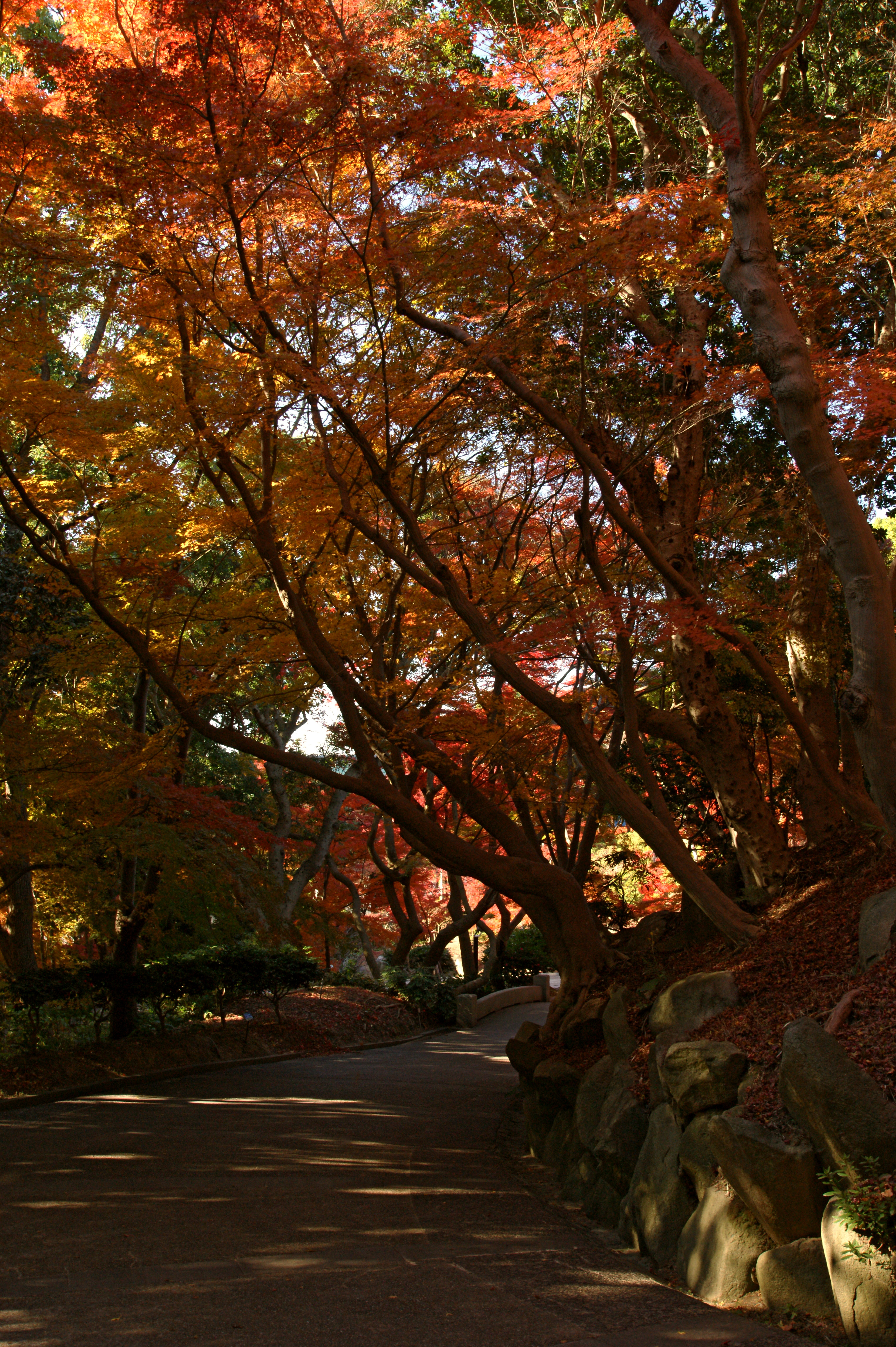
もみじ道
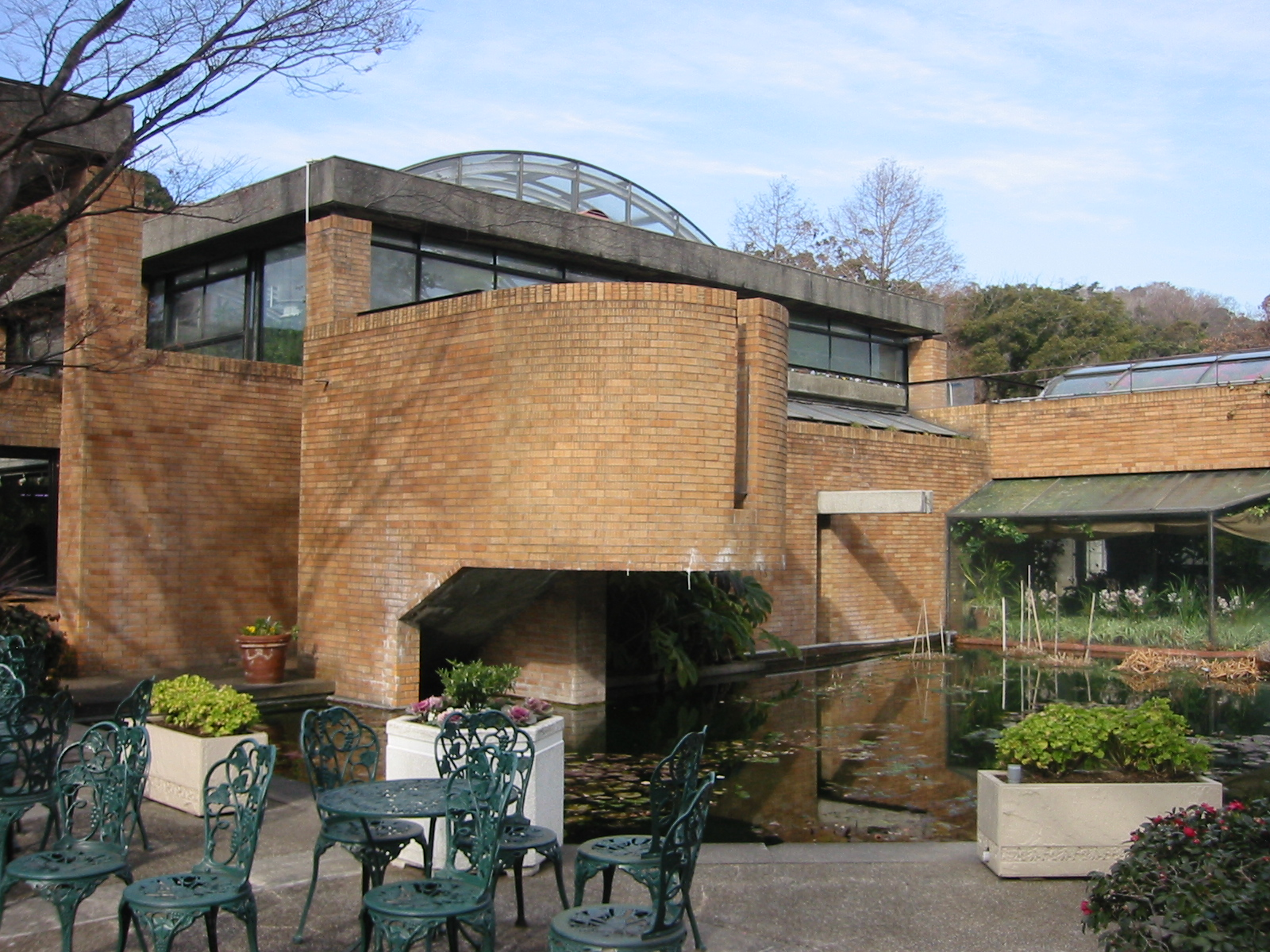
観賞温室

## 交通
- 山陽電車 月見山駅「水族園・離宮公園」との副駅名あり。徒歩10分
- 山陽電車 須磨寺駅 徒歩10分
- 山陽電車・神戸市営地下鉄 板宿駅 より徒歩2分 バスに乗換 大田町2丁目（板宿駅参照）バス停 80系統高尾台行き 離宮植物園前 下車すぐ

## 入園料
入園料は大人400円、小・中学生200円。駐車料はバス2,000円、乗用車500円、二輪車100円（1回）※300台収容
神戸まつり「須磨音楽の森」開催日と園が設定した無料開放日については入場料無料（駐車料有料）となる。

## 周辺情報
- 神戸須磨シーワールド
- シーパル須磨
- 離宮道
- 神戸女子大学
- 神戸市立須磨高等学校
- 須磨寺
- 須磨海水浴場
- 須磨浦山上遊園
- 須磨海浜公園
- 須磨海浜公園海水浴場
  - 和田岬灯台
- 須磨浦公園
- 須磨海づり公園
- ジェームス山
- 兵庫大学附属須磨ノ浦高等学校
- 野村海浜病院